# Bánh bơ giòn
Bánh ngắn (tiếng Anh: Shortcake) thường dùng để chỉ một loại bánh ngọt hoặc bánh quy vụn theo nghĩa của người Mỹ. Bánh quy ngắn, đặc biệt với nhiều lớp với dâu tây và kem đánh bông, hiện được bán trên khắp thế giới, nhưng thường được coi là có nguồn gốc từ Bắc Mỹ.

## Lịch sử
Phần "ngắn" của tên "bánh bơ giòn" chỉ một thứ gì đó vụn hoặc giòn, nói chung là thông qua việc thêm chất béo như bơ hoặc mỡ lợn. Lần đầu tiên nhắc đến thuật ngữ shortcake là vào năm 1588, trong cuốn sách dạy nấu ăn tiếng Anh thứ hai được in, The Good Huswifes Handmaid for Cookerie in her Kitchen (London, 1588). Nó mô tả một chiếc bánh quy hoặc bánh quy theo nghĩa tiếng Anh, được làm bằng bột mì, kem, đường, lòng đỏ trứng và gia vị. Nó tương tự như bánh mì ngắn nhưng ít đặc hơn và giòn và khô hơn bánh mì ngắn.
Dâu tây lần đầu tiên được đưa vào công thức chế biến "Bánh dâu tây" xuất hiện trên tạp chí The Ohio Cultivator (Columbus) ngày 1 tháng 6 năm 1845 (trang 86). Công thức này đã được phổ biến bởi Eliza Leslie ở Philadelphia, Pennsylvania trong cuốn sách biên nhận của quý bà (1847). "Những chiếc bánh dâu tây" này được làm từ một loại bánh quy dày không men gồm bột mì, bơ, trứng và đường, được tách ra, phủ lớp dâu tây tươi và phủ một lớp đường cứng và lòng trắng trứng.
Sự ra đời của muối nở và bột nở ở Bắc Mỹ vào những năm 1800 đã cách mạng hóa cách làm bánh và biến món bánh quy kiểu bánh quy trở nên khả thi. Vào những năm 1850, bánh nướng nhỏ có men là loại bánh ngọt phổ biến cho bánh dâu tây của Mỹ, và thuật ngữ bánh ngắn dâu tây được thành lập.
Vào những năm 1860, kem đã được đổ lên bánh ngắn và dâu tây. Một số tháng 6 năm 1862 của Genesse Farmer (Rochester) đã mô tả một "Strawberry Shortcake" được tạo thành từ các lớp bánh quy soda, quả mọng tươi, đường và kem. Một công thức tương tự đã xuất hiện trong Sách nấu ăn Mỹ của Jennie June (1866) của Jane Cunningham Croly. Cuốn sách dạy nấu ăn đầu tiên được biết đến của một phụ nữ da đen ở Hoa Kỳ,  Sách dạy nấu ăn trong nhà  (1866) của Malinda Russell, cũng chứa một công thức.

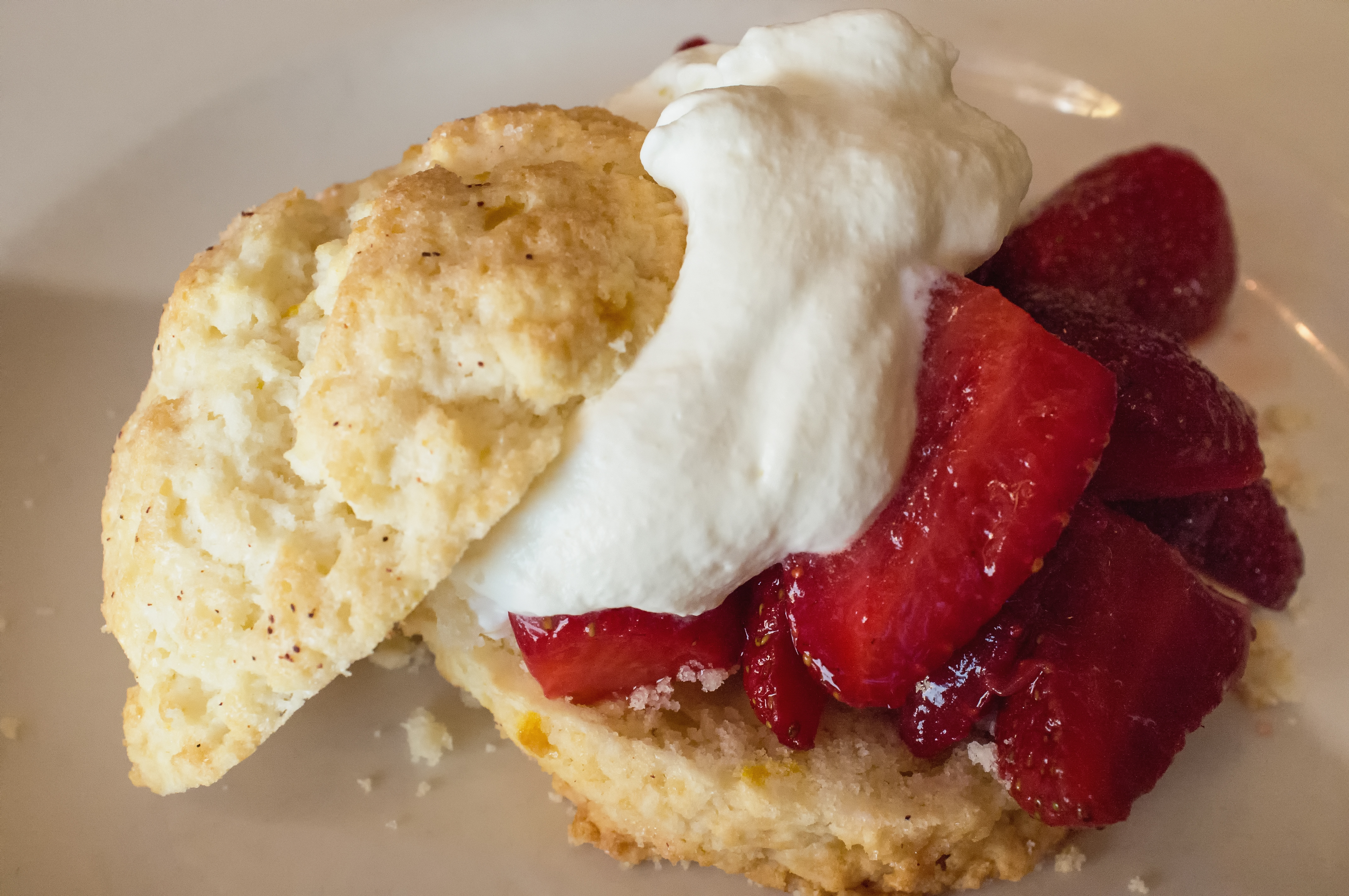
Bánh bơ giòn  dâu tây kiểu Mỹ với đế bánh quy.
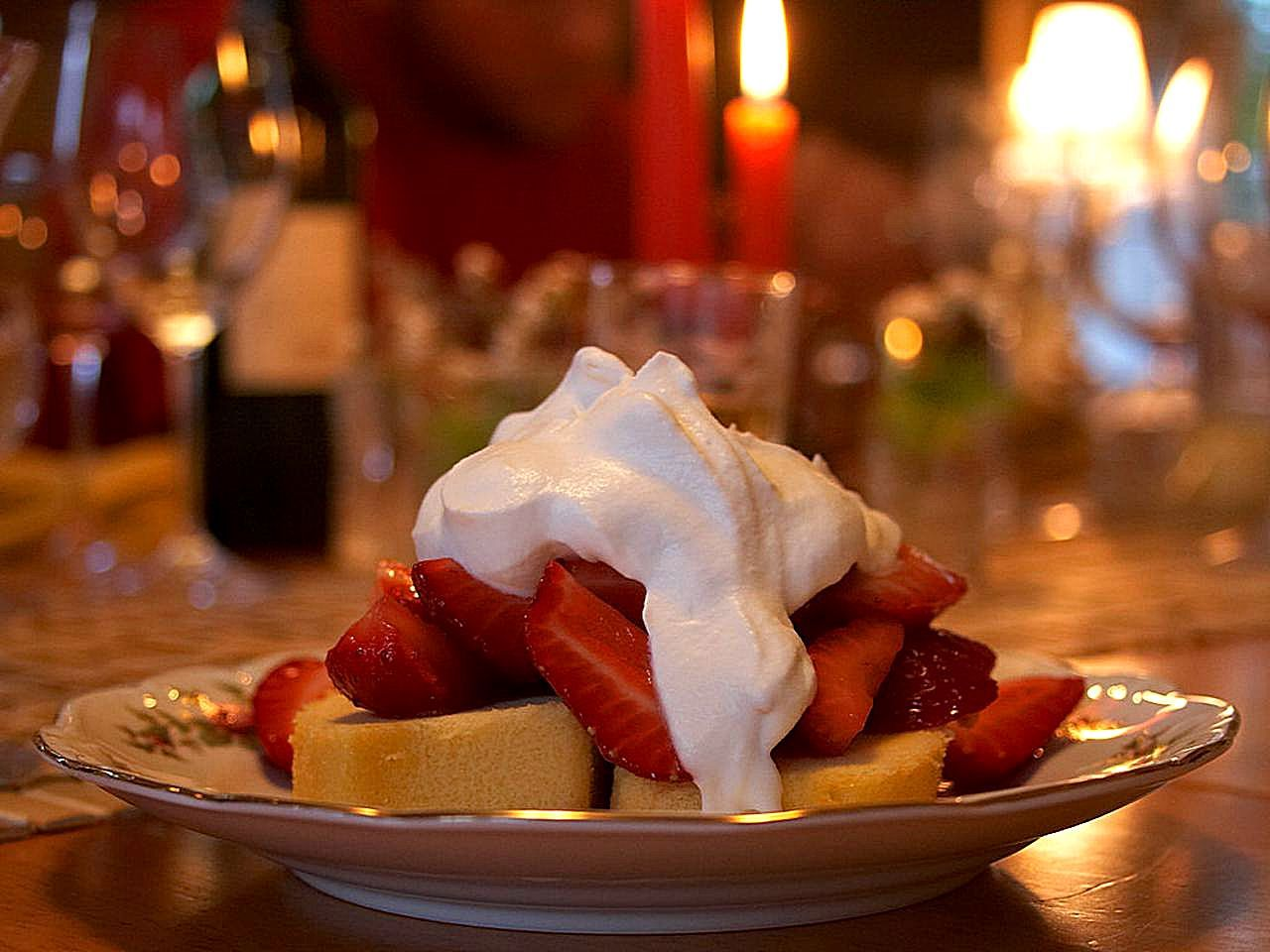
Bánh bơ giòn dâu tây kiểu Mỹ với đế bánh bông lan.
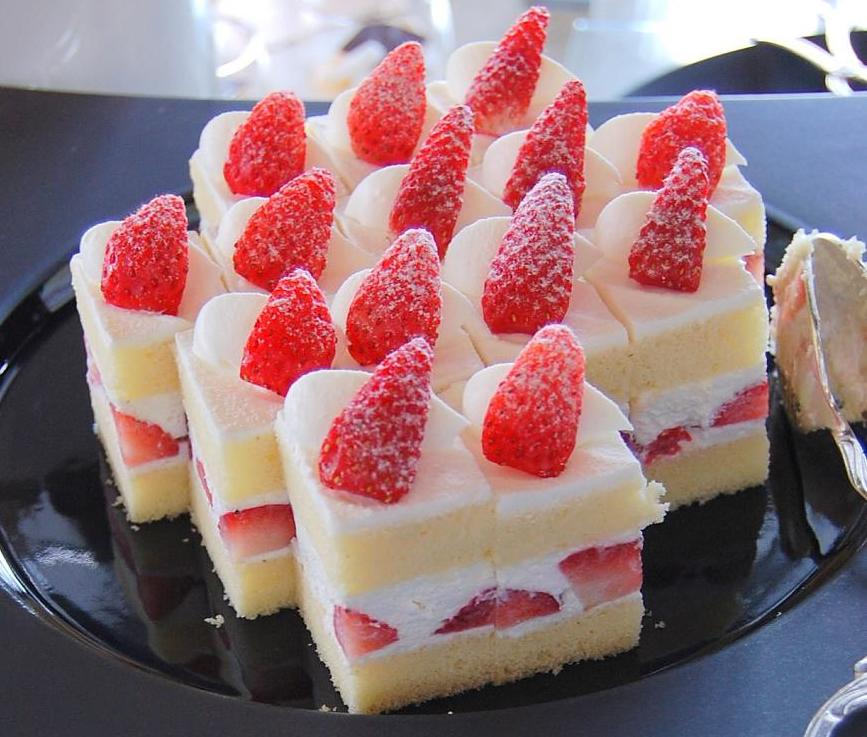
Bánh dâu tây kiểu Á
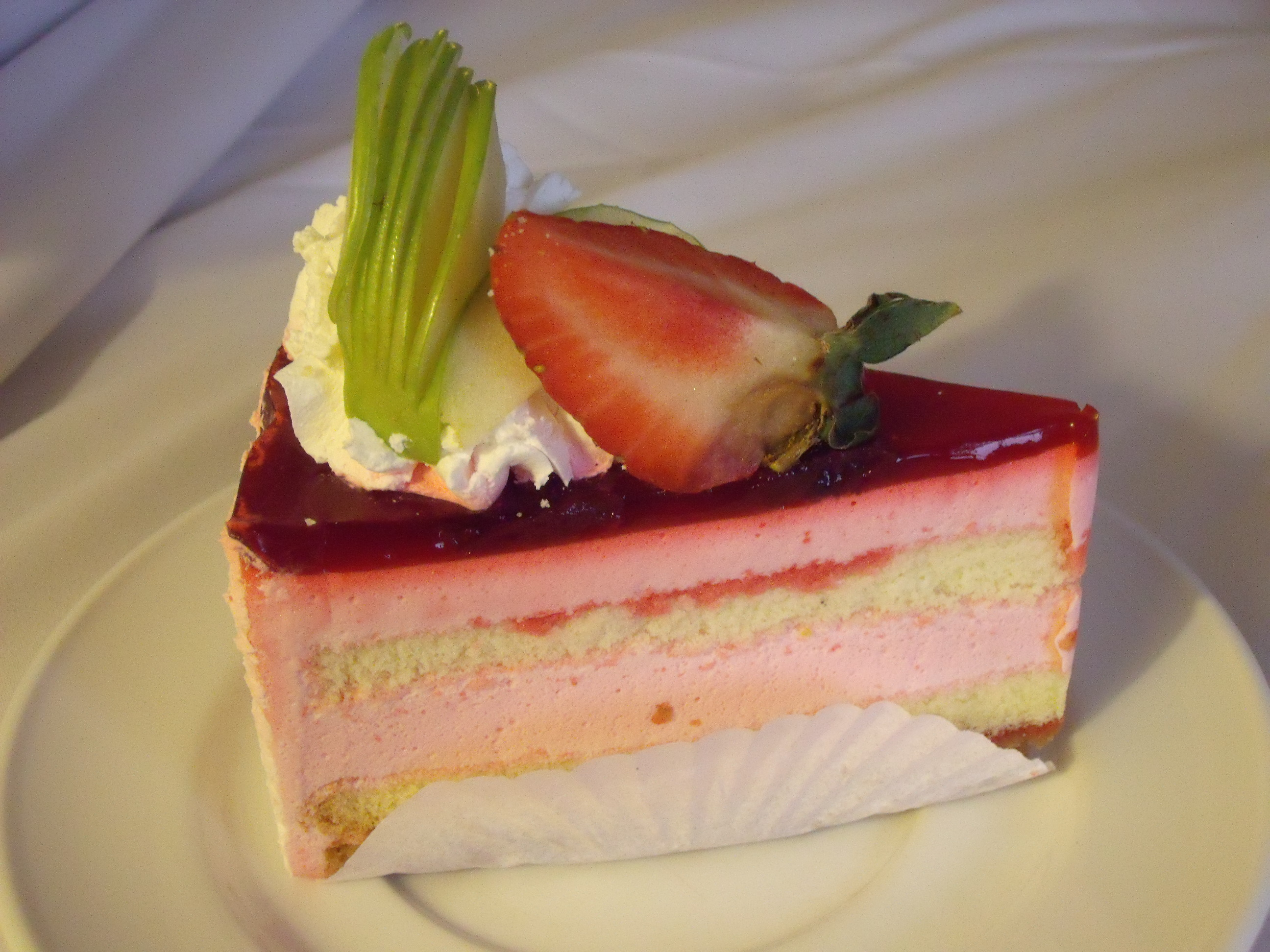
Bánh dâu tây kiểu Á

## Công thức
Bánh bơ giòn thường được làm bằng bột mì, đường, bột nở hoặc soda, muối, bơ, sữa hoặc kem, và đôi khi là trứng. Các nguyên liệu khô được trộn đều, sau đó cắt bơ cho đến khi hỗn hợp giống bột ngô. Các thành phần lỏng sau đó được trộn chỉ cho đến khi được làm ẩm, tạo ra một khối bột nhào ngắn. Bột sau đó được thả từng thìa lên khay nướng, cán mỏng và cắt như bánh quy bột nở, hoặc đổ vào chảo bánh, tùy thuộc vào độ ướt của bột và sở thích của người làm bánh. Sau đó, nó được nướng ở nhiệt độ tương đối cao cho đến khi thiết lập.
Bánh bơ giòn dâu tây là một món tráng miệng được biết đến rộng rãi được làm từ bánh ngắn. Dâu tây cắt lát được trộn với đường và để trong một giờ hoặc lâu hơn, cho đến khi dâu tây tiết ra rất nhiều nước ngọt. Những chiếc bánh nướng nhỏ được tách ra và phần đáy được bao phủ bởi một lớp dâu tây, nước trái cây và kem đánh bông , có hương vị đặc trưng của đường và vani . Phần trên được thay thế, và thêm dâu tây và kem đánh bông lên trên. Một số phiên bản tiện lợi của bánh bơ giòn  hoàn toàn không được làm bằng bánh bơ giòn (tức là bánh quy), mà thay vào đó sử dụng đế bánh bông lan hoặc đôi khi là bánh muffin ngô.
Mặc dù dâu tây là món tráng miệng ngắn được biết đến rộng rãi nhất, nhưng bánh bơ giòn đào, bánh bơ giòn việt quất, bánh bơ giòn sô cô la và các món tráng miệng tương tự khác đều được làm theo những đường tương tự.  Trong một số công thức, bản thân bánh bơ giòn đã có hương vị; dừa là một trong những bổ sung.

## Lễ hội
Tại Hoa Kỳ, tiệc bánh bơ giòn dâu tây được tổ chức như lễ kỷ niệm vụ thu hoạch trái cây mùa hè. Truyền thống này vẫn được duy trì ở một số vùng của Hoa Kỳ vào ngày 14 tháng 6, là Ngày Bánh Bơ Giòn Dâu Tây.

## Kỷ lục
Bánh bơ giòn dâu tây lớn nhất từng được làm ở thị trấn La Trinidad, Benguet, Philippines vào ngày 20 tháng 3 năm 2004. Nó nặng 21.213,40 lb (9622,23 kg).